# Pawlos Pawlidis
Pawlos Pawlidis (gr.: Παύλος Παυλίδης, ur. ?, zm. 1968) – grecki strzelec, srebrny medalista igrzysk olimpijskich w Atenach w 1896 w strzelectwie, w konkurencji karabinu wojskowego
Na igrzyskach w Atenach wystartował w trzech konkurencjach strzeleckich: karabinu wojskowego 200 m (1978 punktów, srebrny medal), karabinu dowolnego w trzech pozycjach 300 m (wynik i miejsce nieznane) oraz pistoletu wojskowego 25 m (wynik i miejsce nieznane).
| Konkurencja                       | miejsce  | wynik    |
| --------------------------------- | -------- | -------- |
| Karabin wojskowy, 200 m           | 2        | 1978     |
| Karabin dowolny, 3 pozycje, 300 m | nieznane | nieznane |
| Pistolet wojskowy, 25 m           | nieznane | nieznane |